# Florian Gengel
Florian Gengel (* 27. Juni 1834 in Churwalden; † 4. Februar 1905 in Chur, reformiert, heimatberechtigt in Churwalden) war ein Schweizer Politiker (FDP), Redakteur, Druckereiunternehmer und Hotelier.

## Biografie
Florian Gengel kam am 27. Juni 1834 in Churwalden als Sohn des Oberstleutnants, Anwalts und Politikers Cyprian Gengel zur Welt. Nach dem Besuch der Kantonsschule Chur nahm Gengel die Studien der Rechte, Volkswirtschaft und Literatur in Zürich, Tübingen und München auf. In der Folge war Florian Gengel als Anwalt in Chur tätig. Daneben wirkte er als Redakteur beim Liberalen Alpenboten sowie von 1861 bis 1867 beim Bund in Bern.
Im Jahr 1868 gründete er die freisinnigen Zeitung Der Freie Rhätier. Florian Gengel war Besitzer von Druckereien in Chur und St. Moritz sowie des Hotels „Hof St. Moritz“. Zudem amtierte er als Generalsekretär des Schweizer Hotelierverbandes. In den 1890er Jahren hatte Gengel mit finanziellen Problemen zu kämpfen.
Er war verheiratet mit Anna, der Tochter des Friedrich Giger aus Gontenschwil. Florian Gengel verstarb am 4. Februar 1905 im Alter von 70 Jahren in Chur.

## Politische Karriere
Der freisinnige Politiker fungierte zunächst als Churer Stadtrat sowie als Vermittler. In den Jahren 1869 bis 1883, 1885 bis 1889 sowie 1891 bis 1893 war er im Bündner Grossen Rat vertreten. Ausserdem amtierte er zwischen 1870 und 1872 als Kantonsrichter. Darüber hinaus gehörte Gengel von 1874 bis 1879 dem Ständerat, den er vom 2. Dezember 1878 bis zum 2. Juni 1879 präsidierte, an.
Florian Gengel profilierte sich als Eisenbahn-, Tourismus- und Schulpolitiker. In den 1870er und 1880er Jahren gehörte er in Graubünden zu den führenden Vertretern des freisinnigen Lagers und engagierte sich unter anderem für eine Verfassungsrevision und die direkte Demokratie. Um 1880 wechselte er schliesslich von radikal-demokratischen zu liberalen Positionen über.

## Werk
- Zur schweizerischen Reformbewegung. Die Selbstregierung des Volkes, 1868